# لنا (شهرستان کویورگازینسکی، باشقیرستان)
لنا (انگلیسی: Lena, Kuyurgazinsky District, Republic of Bashkortostan) یک شهرک در شهرستان کویورگازینسکی جمهوری باشقیرستان در کشور روسیه است.